# 多夫塔內鄉
45°18′N 25°43′E / 45.300°N 25.717°E
多夫塔內鄉（羅馬尼亞語：Comuna Valea Doftanei, Prahova），是羅馬尼亞的鄉份，位於該國中南部，由普拉霍瓦縣負責管轄，面積280平方公里，海拔高度725米，2007年人口6,850，人口密度每平方公里24人。